# Eremobia ochroleuca
Eremobia ochroleuca là một loài bướm đêm trong họ Noctuidae.

## Hình ảnh

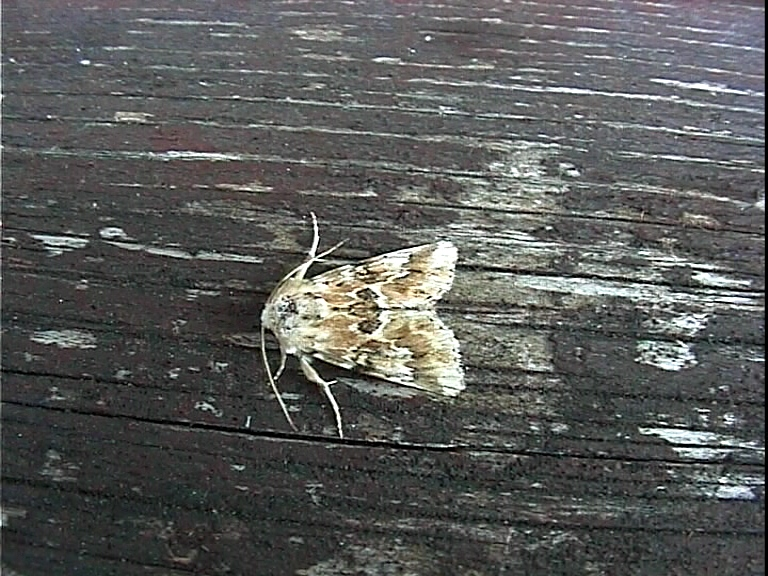
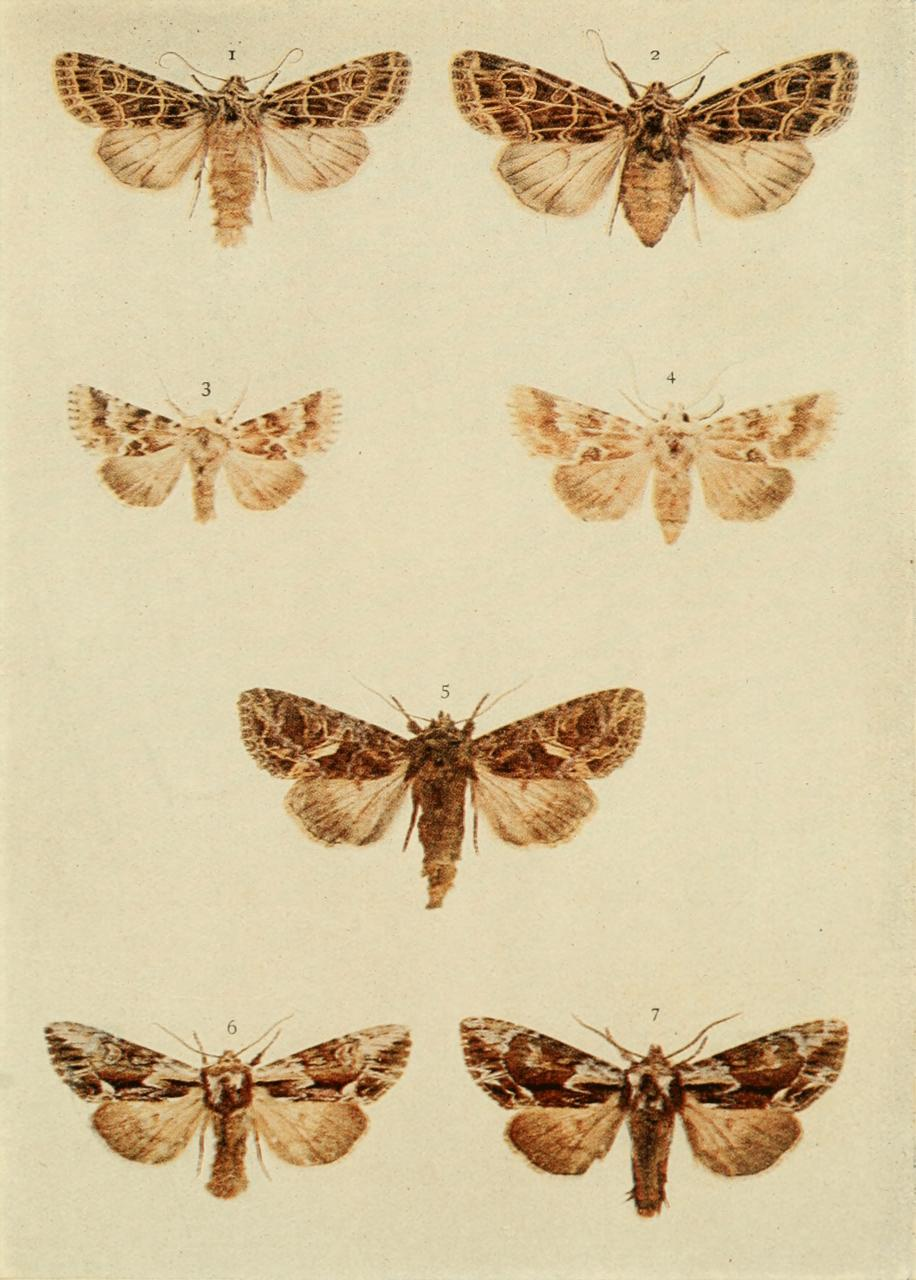